# Chad Lindberg

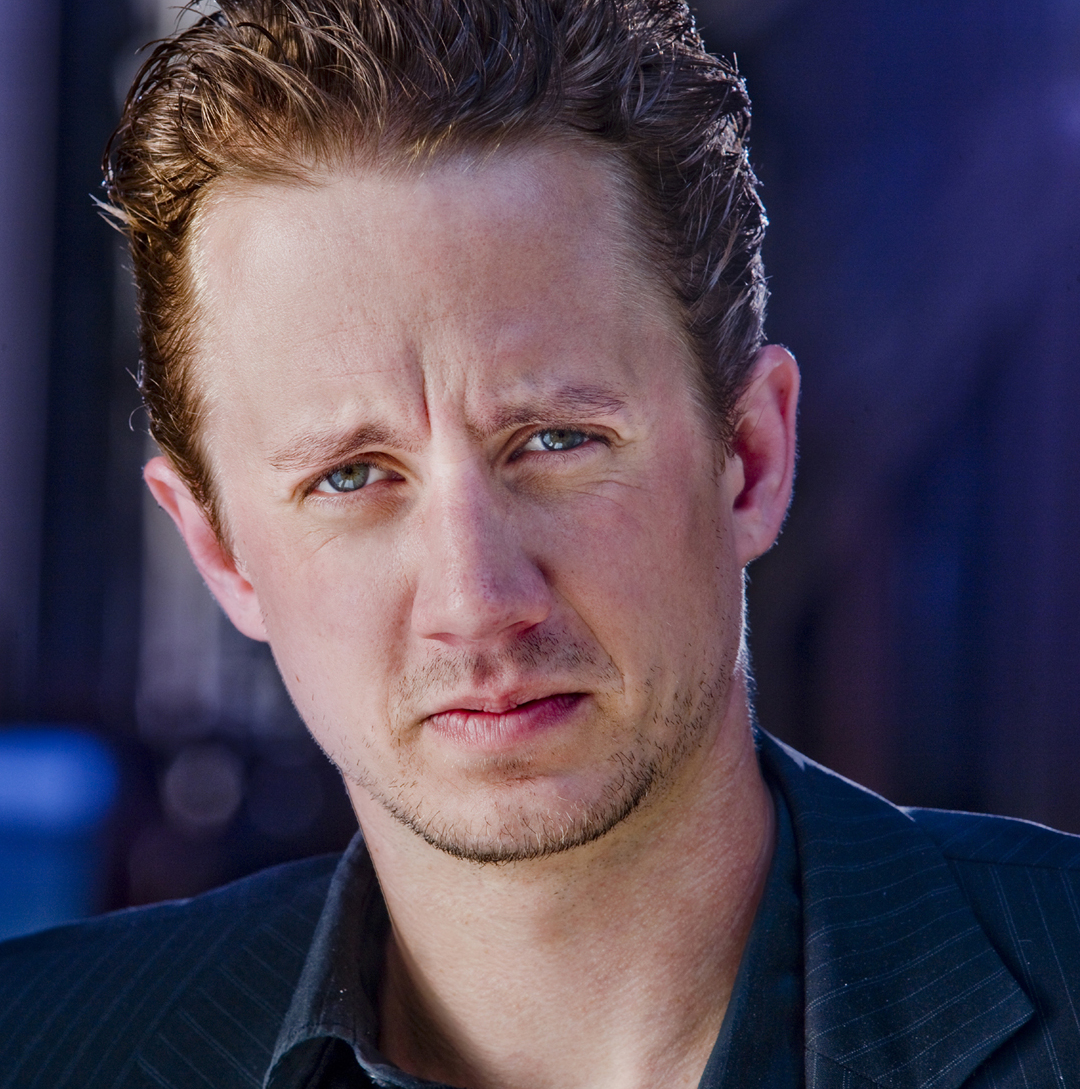
Chad Lindberg (2008)

Chad Tyler Lindberg (* 1. November 1976) ist ein US-amerikanischer Schauspieler. Bekanntheit erlangte er als Jesse im ersten Teil der Filmreihe Fast & Furious.

## Biografie
Chad Linberg wurde als Sohn von Luwana Lindberg und Pete Lindberg geboren.
In seiner ersten Filmrolle war er im Jahr 1995 in der Filmkomödie Ein Gorilla zum Verlieben zu sehen. Mit den Filmen Black Circle Boys (1997) und October Sky (1999) folgten erstmals größere Rollen. Im 2001 erschienenen Film The Fast and the Furious war er als Jesse zu sehen. Dies ist seine bislang bekannteste Rolle.
Chad Lindberg war darüber hinaus in vielen Fernsehserien in kleineren Rollen zu sehen, darunter Emergency Room, Buffy, Akte X, Sons of Anarchy, Agents of S.H.I.E.L.D. oder Castle.
Im Jahr 2005 war er in 5 Folgen der Serie CSI: NY als Chad Willingham zu sehen, von 2006 bis 2010 hatte er eine wiederkehrende Rolle als Ash in der Mysterieserie Supernatural.

## Filmografie (Auswahl)
- 1995: Ein Gorilla zum Verlieben (Born to Be Wild)
- 1997: Black Circle Boys
- 1998: Stadt der Engel (City of Angels)
- 1998: Das Mercury Puzzle (Mercury Rising)
- 1998: Akte X – Die unheimlichen Fälle des FBI (The X-Files, Fernsehserie, eine Folge)
- 1998: Schrille Nächte in New York (The Velocity of Gary)
- 1999: October Sky
- 2001: The Fast and the Furious
- 2002: Die Entscheidung – Eine wahre Geschichte (The Rookie)
- 2003: Last Samurai (The Last Samurai)
- 2005: CSI: NY (Fernsehserie, 5 Folgen)
- 2006: Fallen Angels – Jeder braucht einen Engel … (Punk Love)
- 2006–2010: Supernatural (Fernsehserie, 5 Folgen)
- 2006: The Inside (Fernsehserie, eine Folge)
- 2010: I Spit on Your Grave
- 2011: Criminal Minds (Fernsehserie, eine Folge)
- 2017: Security
- 2020: Four Good Days
- 2023: Star Trek: Picard (Fernsehserie, 4 Folgen)